# Bloomingdale (Florida)
Bloomingdale ist ein census-designated place (CDP) im Hillsborough County im US-Bundesstaat Florida mit 22.947 Einwohnern (Stand: 2020).

## Geografie
Bloomingdale befindet sich am Alafia River. Der Ort liegt etwa 25 km südöstlich von Tampa und etwa 12 km von der Tampa Bay entfernt.

## Demographische Daten
Laut der Volkszählung 2010 verteilten sich die damaligen 22.711 Einwohner auf 8.419 Haushalte. Die Bevölkerungsdichte lag bei 1.118,8 Einw./km². 84,2 % der Bevölkerung bezeichneten sich als Weiße, 8,4 % als Afroamerikaner, 0,4 % als Indianer und 2,5 % als Asian Americans. 1,6 % gaben die Angehörigkeit zu einer anderen Ethnie und 2,9 % zu mehreren Ethnien an. 11,9 % der Bevölkerung bestand aus Hispanics oder Latinos.
Im Jahr 2010 lebten in 40,8 % aller Haushalte Kinder unter 18 Jahren sowie 20,6 % aller Haushalte Personen mit mindestens 65 Jahren. 80,6 % der Haushalte waren Familienhaushalte (bestehend aus verheirateten Paaren mit oder ohne Nachkommen bzw. einem Elternteil mit Nachkomme). Die durchschnittliche Größe eines Haushalts lag bei 2,86 Personen und die durchschnittliche Familiengröße bei 3,17 Personen.
29,0 % der Bevölkerung waren jünger als 20 Jahre, 20,4 % waren 20 bis 39 Jahre alt, 34,5 % waren 40 bis 59 Jahre alt und 16,3 % waren mindestens 60 Jahre alt. Das mittlere Alter betrug 41 Jahre. 49,0 % der Bevölkerung waren männlich und 51,0 % weiblich.
Das durchschnittliche Jahreseinkommen lag bei 82.382 $, dabei lebten 5,2 % der Bevölkerung unter der Armutsgrenze.
Im Jahr 2000 war Englisch die Muttersprache von 92,08 % der Bevölkerung, spanisch sprachen 6,46 % und 1,48 % hatten eine andere Muttersprache.

## Wirtschaft
Die hauptsächlichen Beschäftigungszweige sind: Ausbildung, Gesundheit und Soziales: (16,5 %), Handel / Einzelhandel: (14,7 %), Finanzen, Versicherungen und Immobilien: (12,6 %), Zukunftstechnologien, Management, Verwaltung: (12,9 %).

## Parks und Sportmöglichkeiten
Es gibt ein kleines Angebot von verschiedenen Stadtparks sowie mehrere sportliche Einrichtungen sowie Spielwiesen und Möglichkeiten zum Camping und Grillen.

## Kliniken
Die Stadt selbst hat keine Klinik. Für medizinische Behandlungen, die einen ambulanten oder stationären Aufenthalt notwendig machen, müssen die Einwohner eine der umliegenden Kliniken aufsuchen: Das Brandon Regional Hospital in Brandon, etwa 6 km entfernt, das St. Josephs Hospital in Tampa, etwa 20 km entfernt und das South Florida Baptist Hospital in Plant City, etwa 20 km entfernt.